# Punta Lamet
La Punta Lamet (3.504 m s.l.m. - in francese Pointe du Lamet) è una montagna delle Alpi Graie (sottosezione Alpi di Lanzo e dell'Alta Moriana).

## Caratteristiche

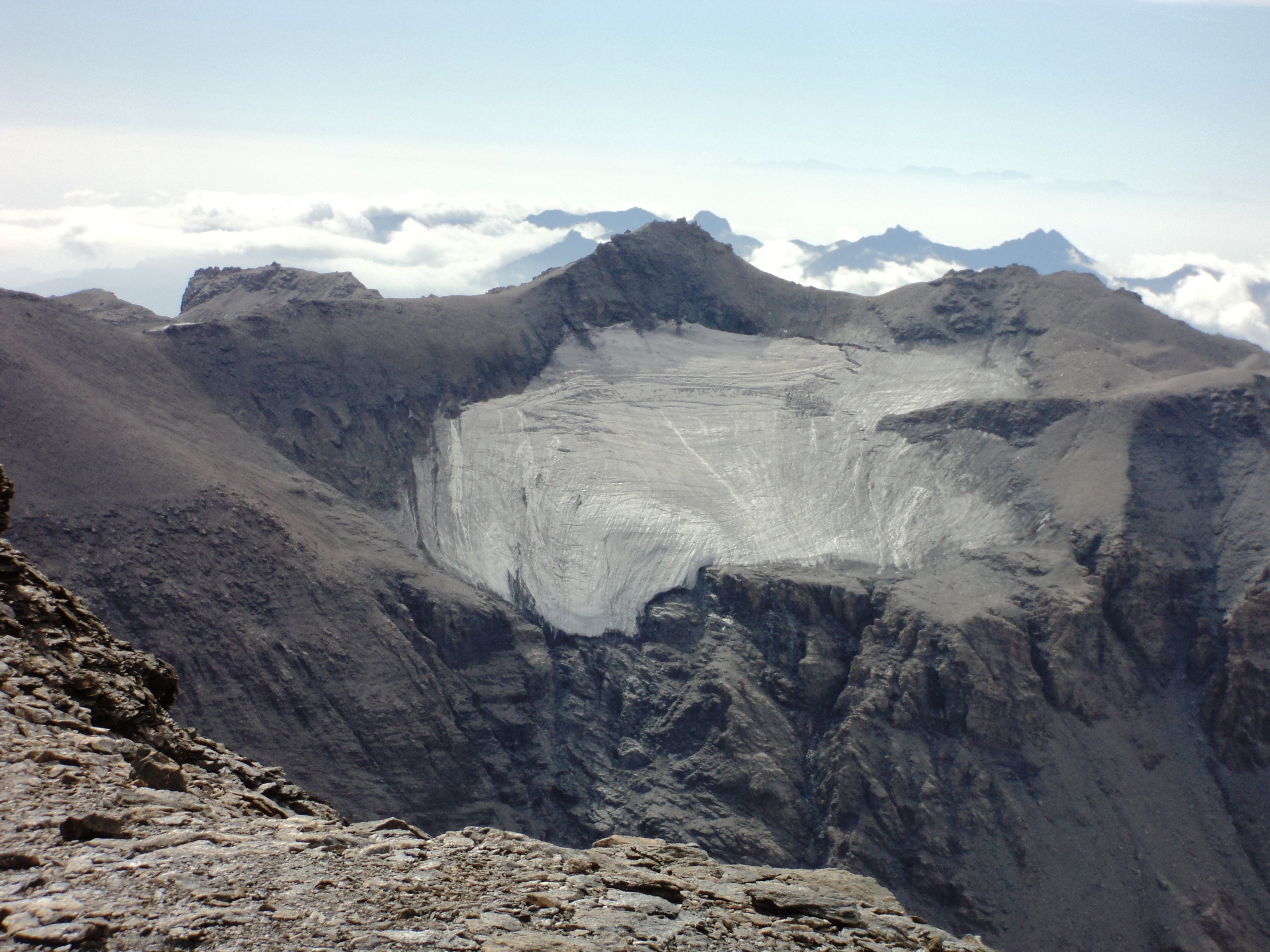
Versante nord-ovest della montagna con il caratteristico ghiacciaio sospeso. Fotografia scattata dalla Punta Roncia.

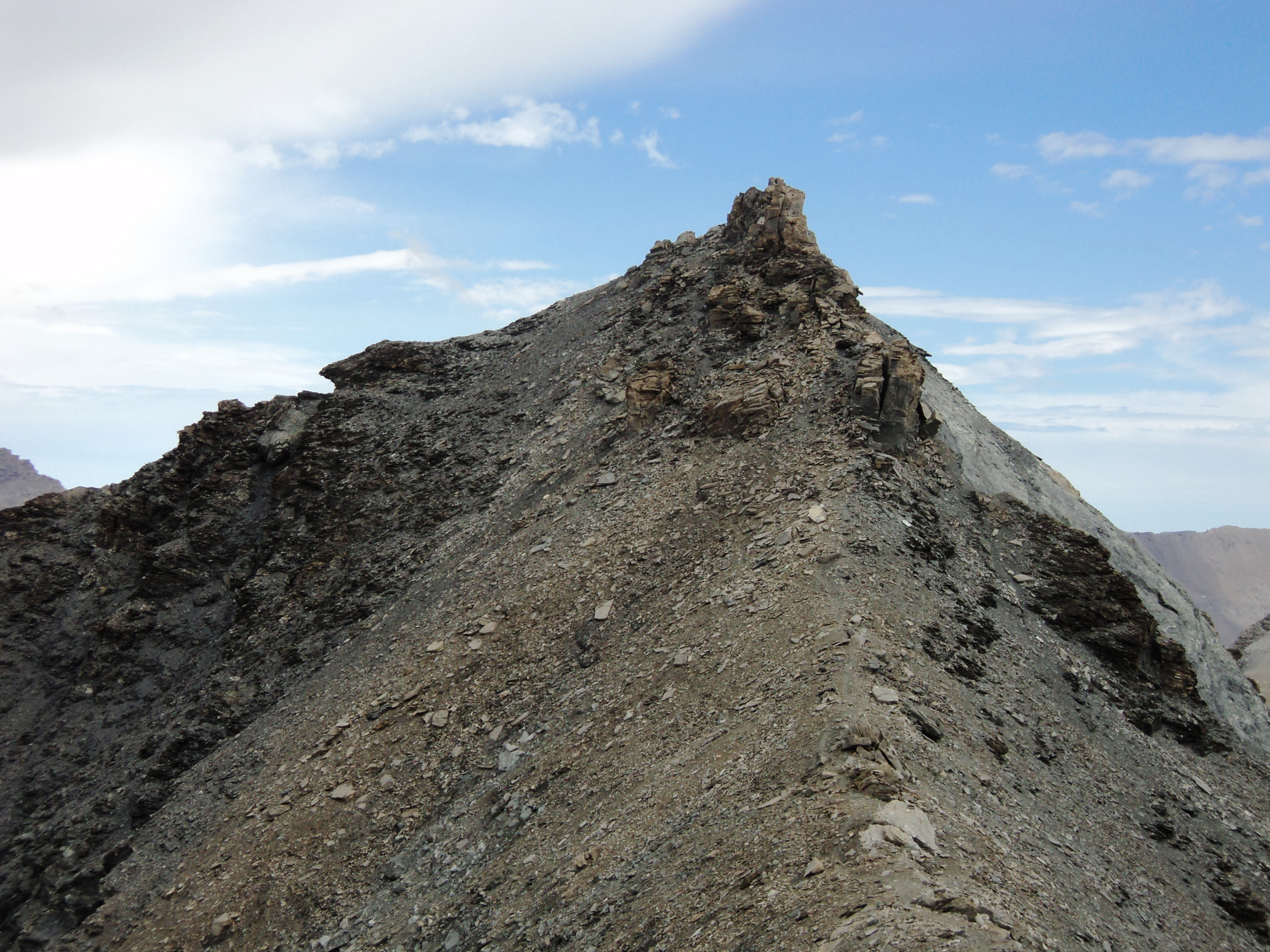
Vetta della montagna.

Si trova interamente in territorio francese, ma lungo lo spartiacque tra la val di Susa e la Maurienne; sovrasta il lago del Moncenisio, ed ha un suggestivo ghiacciaio pensile sul versante valsusino. La montagna è l'elevazione più alta della dorsale che collega il Rocciamelone con la Punta Roncia e chiude in sinistra idrografica la conca del Moncenisio.

## Salita alla vetta
L'ininerario di salita più facile segue il lato sud della montagna. Salendo al Lago del Moncenisio si imbocca la stradina che porta alla cava utilizzata per la costruzione della diga. Si segue la stradina verso l'Alpe Tour e poi si sale al Baracon de Chamois (2.700 m). Si continua a salire fino ad arrivare al vasto altopiano roccioso posto a quota 3.430 m. Infine si risale la breve cresta ovest.